# Niccolò Del Re
Niccolò Del Re (Roma, 1914 – Roma, 2005) è stato uno storico, bibliotecario, specializzato in aspetti storici e giuridici della storia della Chiesa, italiano.

## Biografia
Per trentacinque anni ha lavorato come bibliotecario alla Biblioteca apostolica vaticana ed era docente di Catalogazione degli stampati alla Scuola vaticana di biblioteconomia. Collaborò alla Bibliotheca Sanctorum, scrivendo voci. Ha anche scritto vari testi storico-giuridici per la Strenna dei Romanisti, edita dal Gruppo dei Romanisti, cui è stato membro dal 1979.
Ha partecipato a vari congressi e convegni, tra cui: Benedetto XIV (Prospero Lambertini), convegno internazionale di studi storici: Cento, 1979; 8º Congresso Tomistico Internazionale, Città del Vaticano, 1981; Il brigantaggio nel Lazio meridionale, convegno, Patrica, 1984. Ha collaborato, con altri studiosi, alla redazione de Le piante di Roma, opera in tre volumi in folio, 1962, curata da monsignor Amato Pietro Frutaz.

## Opere

### Libri
- I codici vaticani della Summa decretorum di Uguccione da Pisa, Tip. regionale, Roma, 1938.
- Cento anni di fedeltà: note storiche sulla Guardia Palatina d'onore di sua santità, A. Belardetti, Roma, 1950.
- Il maresciallo di Santa Romana Chiesa custode del conclave, Istituto di Studi Romani, Roma, 1962.
- I cardinali prefetti della Sacra Congregazione del Concilio dalle origini ad oggi: 1564-1964, Città del Vaticano, 1964.
- Il vicegerente della diocesi di Roma, Istituto di Studi Romani, Roma, 1976.
- Tiberio Pacca: cardinale mancato, F.lli Palombi, Roma, 1984.
- Antonio Massa da Gallese giurista e letterato 1500-1568, G. Greco, Napoli, 1992.
- La curia romana. Lineamenti storico-giuridici, Libreria Editrice Vaticana, Roma, 1998.
- (DE)  Vatikan lexicon, Pattloch, Augburg, 1998.
- Il Marchese Giuseppe Origo istitutore del Corpo dei Pompieri di Roma, Gruppo dei Romanisti, Roma, 2004.
- Monsignor Governatore di Roma, Libreria Editrice Vaticana, Roma, 2009.
- L'uditore di sua santità - Auditor sanctissimi, Libreria Editrice Vaticana, Roma, 2011.

### Curatele
- Trent'anni di ricerche e di studi in Italia: bibliografia degli scritti del p. M. H. Laurent, a cura di Niccolò Del Re, Tip. Pio X, Roma, 1960.
- Il Consilium pro Urbano VI di Bartolomeo da Saliceto, a cura di Niccolò Del Re, Giuffré, Milano, 1966.

### Collaborazione a miscellanee e a periodici
- Niccolò Del Re e altri, Roma centro mondiale di vita religiosa e missionaria, Cappelli, Bologna, 1966.
- Pier Paolo Parisio, giurista e cardinale (1473-1545), in Rivista di storia della chiesa in Italia, Herder editrice e libreria, Roma, a. 24, n. 2, lug.-dic., 1970.
- L'opera scientifica di mons. Amato Pietro Frutaz: bibliografia degli scritti (1929-1977) per il 70º genetliaco di mons. A. P. Frutaz, presidente dell'Accademia di S. Anselmo, in Bulletin de l'Académie de Saint-Anselme, n. 48, Tip. Valdostana, Aosta, 1977.
- Sisto V e la sua opera di riorganizzazione del Governo Centrale della chiesa e dello Stato, in Gli incontri dell'Academia sistina, S. Benedetto del Tronto, 3 novembre 1979, Academia Sistina, Roma, 1979.
- Il giudice dei mercenari, in L'Urbe, Fratelli Palombi, Roma, 1982, maggio-agosto, pp. 88-109.
- Benedetto XIV e la Curia Romana, in Benedetto XIV (Prospero Lambertini): Convegno internazionale di studi storici: Cento, 6-9 dicembre 1979, a cura di Marco Cecchelli, Centro studi Girolamo Baruffaldi, Cento, 1982, pp. 641-662.
- Il tomista Giuseppe Pecci, in Atti dell'8º Congresso Tomistico Internazionale, Pontificia Accademia di S. Tommaso, Città del Vaticano, 1981, vol. II, pp. 468-475.
- Perché il codice latino 3204 non tornò più alla Biblioteca Vaticana, in Strenna dei Romanisti, Editrice Roma Amor, Roma, 1982, pp. 176-187 e 1983, pp. 131-143.
- I proprietari della villa del vascello al tempo della Roma pontificia, in Strenna dei Romanisti, Editrice Roma Amor,  Roma, 1983, pp.  131-143.
- Gregorio Magalotti, governatore di Roma, e l'attentato di cui fu vittima nel 1534, in Lazio ieri e oggi, XX, 1984, pp. 245-251.
- Tiberio Pacca, governatore di Roma e la sua azione contro il brigantaggio nel Lazio meridionale, in Il brigantaggio nel Lazio meridionale: Atti del Convegno, Patrica, 25 aprile 1984, s.e., Frosinone,  1986.
- Luca Peto giureconsulto e magistrato capitolino: 1512-1581, in Scritti in onore di Filippo Caraffa, Istituto di storia e di arte del Lazio meridionale, Anagni, 1986, pp.  309-337.
- Avvocati concistoriali in Mondo Vaticano: passato e presente, Libreria Editrice Vaticana, Roma, 1995.
- Il cardinale Carlo Conti e il primo conclave del 1605, in Strenna dei Romanisti, Editrice Roma Amor, Roma, 1997, pp. 117-132.
- La Guardia Palatina d'onore: una istituzione piana scomparsa, in Pio IX. Studi e ricerche sulla vita della Chiesa dal Settecento ad oggi, s.e., Roma, 1997.
- L'abolizione del modo "per acclamationem" nell'elezione papale ed i suoi precedenti, in Strenna dei Romanisti, Editrice Roma Amor, Roma, 1998, pp. 117-134.
- Contributo in San Filippo Neri nella realtà romana del XVI secolo, Atti del Convegno di studio in occasione del IV centenario della morte di San Filippo Neri (1595-1995), Roma, 11-13 maggio 1995, Presso la Società alla Biblioteca Vallicelliana, Roma, 2000.
- Giovanni Angelo d'Altemps e le reliquie di s. Aniceto Papa, in Strenna dei Romanisti, vol. 62, Roma, Editrice Roma Amor, 2001,  pp. 175-190.